# Alois Rainer (Politiker, 1965)

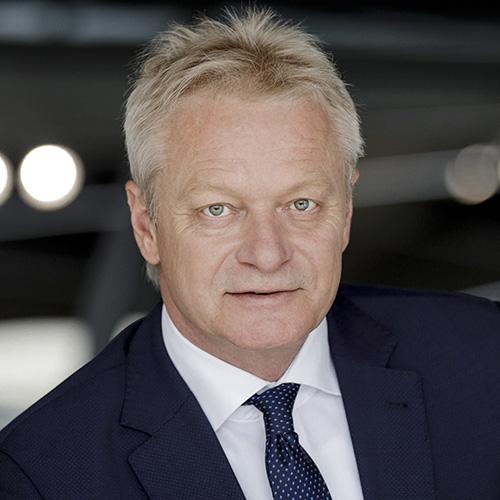
Alois Rainer (2017)

Alois Georg Josef Rainer (* 7. Januar 1965 in Straubing) ist ein deutscher Politiker (CSU) und Metzgermeister. Er ist seit 2013 Mitglied des Deutschen Bundestages und seit 6. Mai 2025 Bundesminister für Landwirtschaft, Ernährung und Heimat im Kabinett Merz.

## Leben und Beruf
Alois Rainer wuchs in Haibach im Bayerischen Wald (Niederbayern) auf einem Bauernhof mit Metzgerei und Gasthaus auf. Sein Vater Alois Rainer (1921–2002) war Bürgermeister, später gehörte er außerdem dem Landtag und von 1965 bis 1983 dem Deutschen Bundestag an. Seine Schwester Gerda Hasselfeldt war bis 2017 ebenfalls Mitglied des Deutschen Bundestages. 
Er besuchte von 1971 bis 1980 die Grund- und Hauptschule Haibach, zwischen 1980 und 1983 machte er eine Ausbildung zum Metzger, anschließend leistete er seinen Grundwehrdienst ab. Nach der Meisterprüfung im Jahr 1986 übernahm er 1987 den elterlichen Metzgereibetrieb. Diesen sowie einen angeschlossenen Gasthof leitete er zusammen mit seinem Sohn und stellte Ende Mai 2025 deren Betrieb ein. Im selben Monat hatte Foodwatch angefragt, die Kontrollberichte der letzten fünf Jahre einzusehen, was begründet durch die Schließung des Betriebs abgelehnt wurde.
Alois Rainer ist verheiratet und hat zwei Kinder. Er ist römisch-katholischer Konfession.

## Politischer Werdegang
Alois Rainer trat 1989 in die CSU ein. Von 2005 bis 2017 war er Vorsitzender des Ortsverbandes Haibach, seit 2005 auch Kreisvorsitzender der Mittelstandsunion.
1996 wurde er erstmals zum Bürgermeister der niederbayerischen Gemeinde Haibach gewählt und hatte dieses Amt insgesamt 18 Jahre lang inne. Bei den Kommunalwahlen 2014 trat er nicht mehr für das Amt des Bürgermeisters an. Seit 2002 ist er Kreisrat im Landkreis Straubing-Bogen.

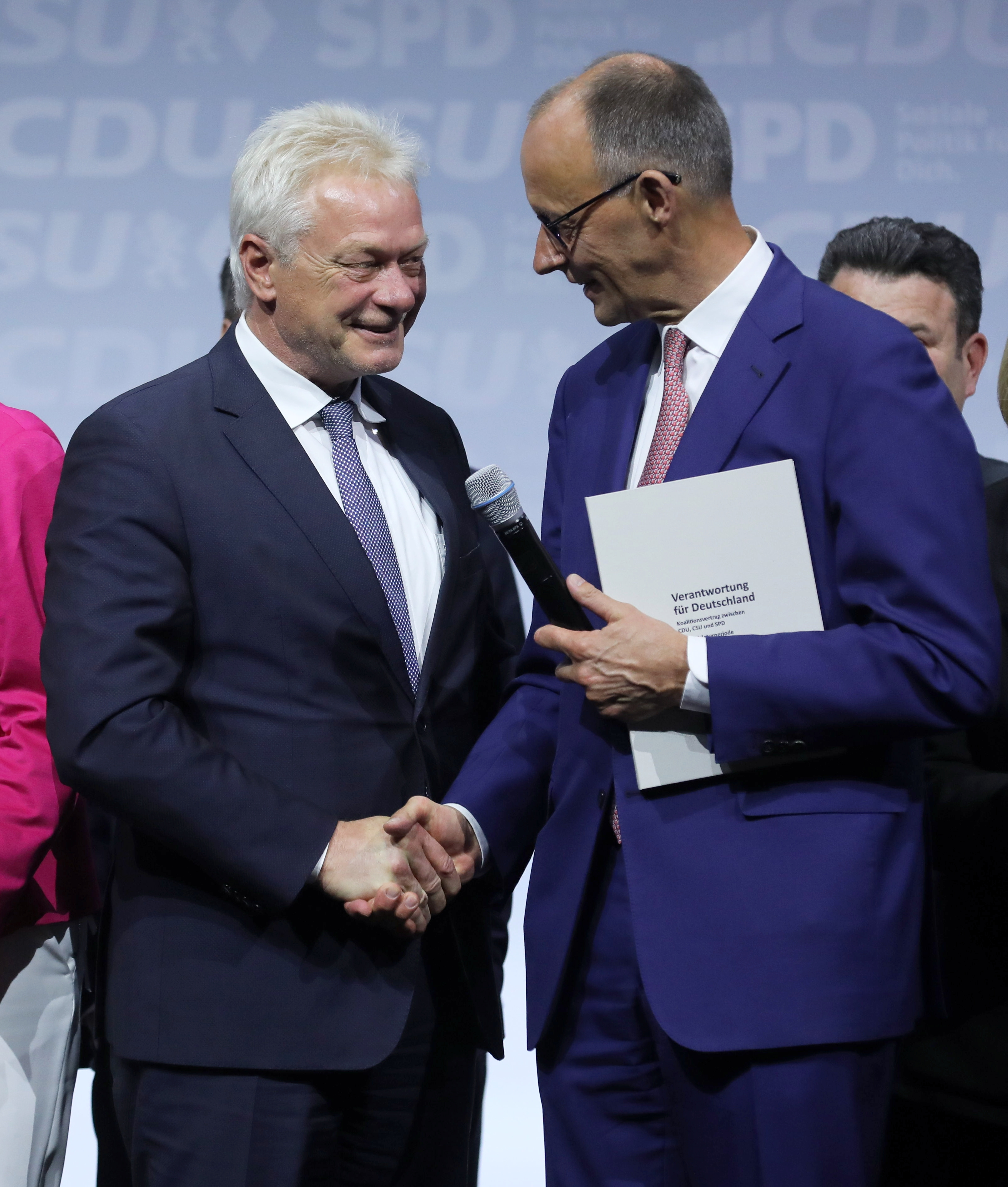
Alois Rainer und Friedrich Merz bei der Unterzeichnung des Koalitionsvertrages der 21. Wahlperiode des Bundestages

Im April 2025 wurde er zum Bundeslandwirtschaftsminister im Kabinett Merz vorgeschlagen.

## Abgeordneter
Alois Rainer ist direkt gewählter Abgeordneter des Wahlkreises Straubing (231). Bei der Bundestagswahl 2013 erreichte er 61,2 Prozent der Erststimmen.
Er war in der 18. Legislaturperiode des Deutschen Bundestages ordentliches Mitglied im Haushaltsausschuss, Rechnungsprüfungsausschuss und Ausschuss für Ernährung und Landwirtschaft sowie stellvertretendes Mitglied im Ausschuss für Verkehr und digitale Infrastruktur.
Bei der Bundestagswahl 2017 verteidigte er mit 47,6 Prozent der Erststimmen sein Direktmandat. In der 19. Legislaturperiode war Alois Rainer erst haushaltspolitischer Sprecher und übernahm dann ab November 2019 den Vorsitz der Arbeitsgruppe für Verkehr und digitale Infrastruktur der CDU/CSU-Bundestagsfraktion. Somit ist er auch Teil des Fraktionsvorstandes der CDU/CSU-Bundestagsfraktion. Seine Mitgliedschaft im Haushaltsausschuss beendete er zur gleichen Zeit. Im Ausschuss für Ernährung und Landwirtschaft ist er weiterhin stellvertretendes Mitglied.
Als verkehrspolitischer Sprecher von CDU/CSU trat er 2020 gegen ein generelles Tempolimit auf deutschen Autobahnen ein und forderte stattdessen mobile Verkehrsleitsysteme.
Am 14. September 2021 übernahm er die Patenschaft für Maryna Solatawa, Chefredakteurin von Tut.by und belarussische politische Gefangene.
Bei der Bundestagswahl 2021 konnte er mit 44,3 Prozent der Erststimmen sein Direktmandat verteidigen.
Am 15. Dezember 2021 wurde er zum Vorsitzenden des Finanzausschusses des Deutschen Bundestags gewählt.
Bei der Bundestagswahl 2025 am 23. Februar erhielt Rainer 46,3 Prozent der Erststimmen im Bundestagswahlkreis Straubing und zog somit in den 21. Deutschen Bundestag ein.

## Weitere Mitgliedschaften
Alois Rainer ist Mitglied der überparteilichen Europa-Union Deutschland, die sich für ein föderales Europa und den europäischen Einigungsprozess einsetzt.
Seit 1999 ist Alois Rainer Mitglied des Kreisvorstandes der CSU, 2015 war er stellvertretender Kreisvorsitzender in Straubing-Bogen. Seit 2002 ist er Kreisrat des Landkreises Straubing-Bogen.
Von 2008 bis 2025 war er Verbandsrat im Zweckverband für Tierkörper- und Schlachtabfallbeseitigung Plattling und dort von 2009 bis 2025 Vorsitzender im Rechnungsprüfungsausschuss.
Er ist seit 2009 Bezirksvorsitzender der Kommunalpolitischen Vereinigung (KPV) Niederbayern, ein Jahr später wird er Mitglied des Landesvorstandes und von 2012 bis 2016 stellvertretende Landesvorsitzender der KPV Bayern.
Ebenso gibt er an, seit 2013 Vorsitzender der Gebietsverkehrswacht Bogen und seit 2015 Bundeswahlkreisvorsitzender zu sein.
Mitgliedschaft in Gremien
2020 bis 2022 war Alois Rainer Beirat der Deutschen Flugsicherung DFS sowie Aufsichtsratsmitglied der Toll Collect GmbH. Von 2021 bis 2022 war er Mitglied im Eisenbahninfrastrukturbeirat bei der Bundesnetzagentur. Seit 2020 ist er Mitglied im Kuratorium Deutsches Museum München sowie seit 2021 Mitglied im Kuratorium des Deutschen Bundeswehr-Verbandes e. V. (Soldaten- und Veteranen-Stiftung).

## Positionen und Rezeption
Wie sein CSU-Parteivorsitzender und Bayerischer Ministerpräsident Markus Söder will er sich dafür einsetzen, dass „im Interesse einer ausgewogenen Ernährung“ künftig in den Kindergärten wieder mehr Fleisch angeboten wird. Ernährungswissenschaftler wendeten ein, dass Kinder und Jugendliche schon jetzt häufig das zwei- bis vierfache an Fleisch und Wurst essen, was die Deutsche Gesellschaft für Ernährung (DGE) empfiehlt.
In seiner Regierungserklärung als Bundeslandwirtschaftsminister im Mai 2025 präsentierte Rainer folgende Positionen: Befürwortung einer „bäuerlichen, modernen, wettbewerbsfähigen und vielfältigen Landwirtschaft“; Überwindung des vermeintlichen Gegensatzes zwischen konventioneller und biologischer Landwirtschaft; vollständige Wiedereinführung der Agrardieselsteuerrückvergütung als Sofortmaßnahme; umfassender Bürokratieabbau; Etablierung eines langfristigen Förderprogramms für Tierwohlställe; Ermöglichung der Bejagung von Wölfen in Problemregionen zum Schutz der Weidetierhaltung; Entwicklung einer verbesserten Exportstrategie für deutsche Agrarprodukte; beschleunigte Umsetzung von Innovationen im Agrarsektor; Stärkung der Rolle von Frauen in der Landwirtschaft; Bereitstellung zusätzlicher Mittel für die Gemeinschaftsaufgabe Agrarstruktur; Einsatz für ein „angemessenes Budget“ der Gemeinsamen Agrarpolitik der EU bei gleichzeitig „bürokratiearmer und effizienter“ Ausgestaltung; Förderung des „Vertragsnaturschutzes“ und Honorierung von Umweltschutzleistungen; Überwindung der „Schere zwischen Stadt und Land“ durch Fokussierung auf ländliche Räume bei gleichzeitiger Berücksichtigung urbaner Bedürfnisse.
Eine Anhebung der Mehrwertsteuer auf Fleischprodukte lehnt er ab.